# Ираклий (Попов)
Епи́скоп Ира́клий (в миру Илья́ Константи́нович Попо́в; (13 [25] июля 1875, Дуброво, Ярославская губерния — 14 февраля 1938, Пенза, Тамбовская область) — епископ Русской православной церкви, епископ Пензенский и Саранский.

## Биография
Илия Попов родился 13 (25) июля 1875 года в семье священника в селе Дуброво Улейминской волости Угличского уезда Ярославской губернии, ныне село входит в Улейминский сельский округ Улейминского сельского поселения Угличского района Ярославской области.
В 1897 году окончил Ярославскую духовную семинарию.
В 1903 году послушник скита Св. Параклита, Троице-Сергиева лавра.
В 1904 году пострижен в монашество.
12 февраля 1905 года возведен в сан иеродиакона.
5 сентября 1910 года возведен в сан иеромонаха.
Был переведен в Троице-Сергиевскую Лавру и заведовал лаврскими школами и типографией.
В 1919 году поступил в число братии Томского Алексеевского монастыря.
В 1922 году возведен в сан архимандрита.
В начале лета 1922 года архимандрит Ираклий был арестован в Томске в составе группы 33 человек духовенства и мирян во главе с епископом Виктором (Богоявленским). 4 ноября 1922 года за сопротивление изъятию церковных ценностей приговорён по ст. 62, ст. 86 УК РСФСР к расстрелу. По кассации Сибирский Верховный Трибунал 4 ноября 1922 года пересмотрел дело и приговорил к 3 годам принудительных работ со строгой изоляцией и конфискацией имущества. Отбывал наказание в Томске, в Александровском изоляторе специального назначения. В 1924 году был досрочно освобожден.
С июля 1924 года служил в Иркутске, а затем в Канске настоятелем церкви и благочинным церквей Канского округа.
В 1925 году состоял под следствием Иркутского Губотдела ГПУ по ст.73 за «распространение ложных слухов и антиправительственную агитацию».
14 (27) сентября 1925 года хиротонисан во епископа Киренского, викария Иркутской епархии.
С 1925 по 1926 год временно управлял Иркутской епархией.
12 апреля 1927 года арестован по обвинению в том, что в начале 1926 года участвовал в организации нелегального комитета взаимопомощи безработному и сосланному духовенству, который якобы преследовал антисоветские цели и представлял из себя «Антисоветский жёлтый крест», который оказывал помощь разному антисоветскому элементу, содержащемуся в тюрьмах и находящемуся в ссылке за контрреволюционные деяния. 1 июля 1927 года как глава нелегальной контрреволюционной церковно-монархической организации приговорён за антисоветскую агитацию по ст. 58-14, ст. 58-18 (58-13 в ред.1926 г.) УК РСФСР к 3 годам ссылки в Сибирь (Туруханский край).
С 1930 года — епископ Камышинский, викарий Саратовской епархии.
С 1931 года — епископ Бугурусланский, викарий Оренбургской епархии.
С 19 октября 1933 года — епископ Курганский.
9 мая 1934 года направил Заместителю Патриаршего Местоблюстителя митрополиту Сергию (Страгородскому) рапорт, в котором поздравлял его с возведением в достоинство митрополита Московского и Коломенского.
С 22 ноября (5 декабря) 1934 года — епископ Сергачский, викарий Горьковской епархии.
С 17 (30) сентября 1935 года — епископ Бугурусланский, викарий Оренбургской епархии.
С ноября 1936 года епархией не управлял.
С 8 (21) января 1937 года — епископ Бугурусланский, викарий Оренбургской епархии.
С 9 (22) февраля 1937 года — епископ Пензенский. Фактически это было управление не епархией, а одной церковью во имя свт. Митрофания Воронежского. Связь епископа с огромной епархией была вынужденно прервана: любой контакт при желании органов мог обернуться контрреволюционным заговором.
22 декабря 1937 года был арестован в городе Пензе Тамбовской области, ныне административный центр Пензенской области. Вместе с ним арестованы другие священнослужители, которые проходили по делу
как члены одной «контрреволюционной церковно-монархической организации» во главе с обновленческим архиепископом Сергием (Сердобовым).
Расстрелян 14 февраля 1938 года во дворе пензенской тюрьмы. Вместе с епископом Ираклием расстреляли священников Митрофаньевской церкви П. И. Ремизова, С. И. Ключникова, заштатного священника П. И. Боголюбова и преподавателя Веселовской неполной средней школы, сына бывшего пензенского архитектора С. В. Семечкина. В тот же день были расстреляны обновленцы: архиепископ Сергий (Сердобов), протоиерей И. И. Андреев и священник Н. Д. Виноградов. По преданию, перед смертью два архиерея примирились друг с другом и отошли в вечность с молитвой «Господи, приими души наши с миром».
Реабилитирован Прокуратурой Иркутской области 30 июля 1992 года по приговору 1927 года, в 2001 году по приговору 1922 года.

## Адреса
- до 12.04.1927 — Иркутск, Н. Амурская ул., 9-3
- до 22.12.1937 — Пенза, ул. Гоголя 17-3